# Henk Korthals

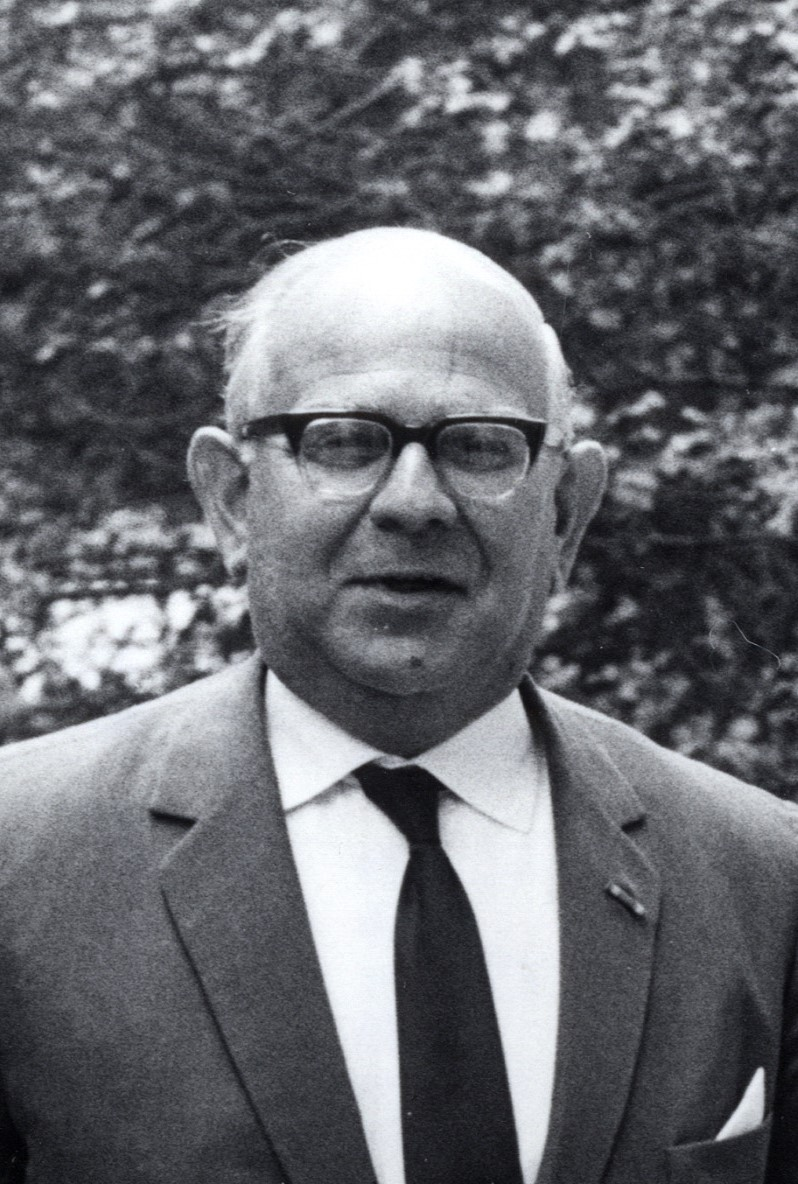
Henk Korthals (1963)

Hendrik Albertus „Henk“ Korthals (* 3. Juli 1911 in Dordrecht, Provinz Südholland; † 3. November 1976 in Tarrytown, New York) war ein niederländischer Politiker der Liberale Staatspartij (LSP), der Partij van de Vrijheid (PvdV) sowie später der Volkspartij voor Vrijheid en Democratie (VVD), der sich als Mitglied der Zweiten Kammer der Generalstaaten mit Fragen der europäischen Zusammenarbeit, Wirtschaft und Verteidigung und sich als Vorsitzender einer Enquete-Kommission mit der niederländischen Regierungspolitik während der deutschen Besetzung 1940 bis 1945 beschäftigte. In der Nachkriegszeit war er im Kabinett von Ministerpräsident Jan de Quay zwischen 1959 und 1963 Minister für Verkehr und Wasserwirtschaft sowie stellvertretender Ministerpräsident und setzte sich in der Zeit des Wirtschaftswachstums für eine Stärkung des Straßenbaus ein.
1963 galt Korthals als möglicher Nachfolger von Pieter Oud als Vorsitzender der VVD, verzichtete aber auf eine Kandidatur um einen Streit mit Harm van Riel zu vermeiden. Er gehörte zum progressiven Flügel seiner Partei und bemühte sich um einen parteiinternen Konsens.

## Leben

### Studium, Journalist und Ministerialbeamter
Korthals besuchte zwischen 1917 und 1923 die öffentliche Grundschule sowie von 1923 bis 1929 die Gemeindliche Höhere Bürgerschule in Dordrecht und begann am 18. September 1929 ein Studium der Wirtschaftswissenschaften und Staatslehre an der Niederländischen Wirtschaftshochschule Rotterdam (Nederlandse Economische Hogeschool), das er am 14. Mai 1936 abschloss. Im Anschluss nahm er eine Tätigkeit als Journalist bei der Tageszeitung Nieuwe Rotterdamsche Courant (NRC) auf und war dort bis Oktober 1940 als Redakteur tätig.
Während dieser Zeit trat er der Liberale Staatspartij (LSP) bei, die seit 1938 den Zusatz de Vrijheidsbond annahm. Dabei gehörte er zwischen 1935 und 1937 dem Hauptvorstand des Bond van Jonge-Liberalen an, des Jugendverbandes der Partei, und war danach von 1937 bis 1940 Vorsitzender dieser Jugendorganisation. Daneben war er zwischen 1938 und 1946 Mitglied des Hauptvorstandes der Liberale Staatspartij-de Vrijheidsbond.
Im Oktober 1940 wurde Korthals Mitarbeiter der Abteilung für den Mittelstand im Ministerium für Handel, Industrie und Schifffahrt und war anschließend zwischen 1942 und 1945 Mitarbeiter im Abteilungssekretariat der Direktion für Handel und Industrie in diesem Ministerium sowie zugleich von 1942 bis 1945 Vize-Sekretär der Fachhochschule für Handels und Industrie (College van Handel en Nijverheid). Während dieser Zeit der Besetzung der Niederlande durch die deutsche Wehrmacht war er zudem auch zeitweilig Redakteur der illegalen Zeitung Slaet op den Trommele.
Nach Ende des Zweiten Weltkrieges kehrte Korthals im Mai 1945 zur Tageszeitung Nieuwe Rotterdamsche Courant zurück und war dort bis Dezember 1945 Politischer Redakteur.

### Mitglied der Zweiten Kammer und Europäischen Parlaments

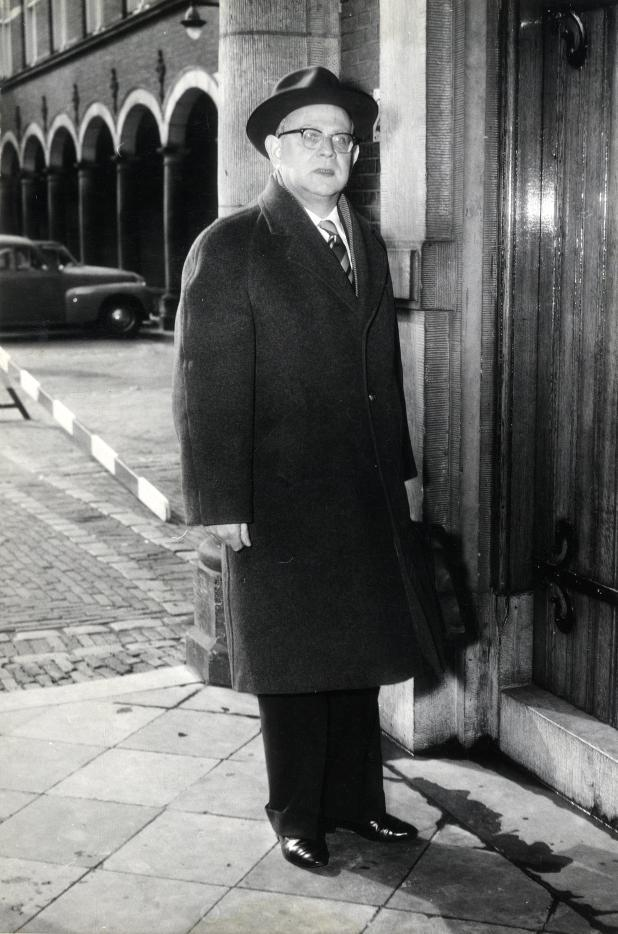
Henk Korthals vor den Gesprächen zur Bildung des Kabinett De Quay am 10. April 1959

Am 20. November 1945 wurde Korthals als Kandidat der Liberale Staatspartij erstmals Mitglied der Zweiten Kammer der Generalstaaten und vertrat dort seit dem 14. März 1946 die Partij van de Vrijheid (PvdV) sowie zuletzt zwischen dem 24. Januar 1948 und dem 19. Mai 1959 die Volkspartij voor Vrijheid en Democratie (VVD). Ferner gehörte er zwischen dem 27. April 1946 und Januar 1948 dem Vorstand der PvdV an und war zugleich vom 28. Mai 1946 bis Juni 1948 Sekretär der Fraktion der PvdV in der Zweiten Kammer der Generalstaaten. Zeitweilig war er auch einer der Chefredakteur der parteinahen Zeitung Vrij. Daneben engagierte er sich auch in der Kommunalpolitik und war zwischen dem 2. September 1946 und dem 6. September 1949 sowie erneut vom 28. November 1949 bis zum 2. September 1958 Mitglied des Gemeinderates von Voorschoten.
1948 wurde Korthals Mitglied des Hauptvorstandes der VVD und gehörte diesem bis 1950 an. Des Weiteren fungierte er zwischen April 1948 und Januar 1954 als Chefredakteur von Vrijheid en Democratie, eine der VVD gehörende Wochenzeitung. Darüber hinaus wurde er am 15. Juli 1948 Sekretär der VVD-Fraktion in der Zweiten Kammer und übte diese Funktion bis Juli 1952 aus. Im Anschluss war Korthals, der 1949 Ehrenmitglied und Ehrenvorsitzender der VVD-Jugendorganisation JOVD (Jongerenorganisatie Vrijheid en Democratie) wurde, zwischen Juli 1952 und dem 19. Mai 1959 Vize-Vorsitzender der Fraktion der VVD in der Zweiten Kammer der Generalstaaten.
Ferner war er zwischen dem 10. September 1952 und dem 1. Januar 1958 als Vertreter der Generalstaaten auch Mitglied der Gemeinsamen Versammlung der Europäischen Gemeinschaft für Kohle und Stahl (EGKS) und im Anschluss vom 1. Januar 1958 bis zum 19. Mai 1959 für die Generalstaaten Mitglied des Europäischen Parlaments. In dieser Zeit war er auch Vize-Vorsitzender der Liberalen Fraktion im Europäischen Parlament.
Für seine langjährigen Verdienste wurde ihm am 29. April 1953 das Ritterkreuz des Orden vom Niederländischen Löwen verliehen.

### Vize-Ministerpräsident, Minister und Mitglied des Staatsrates

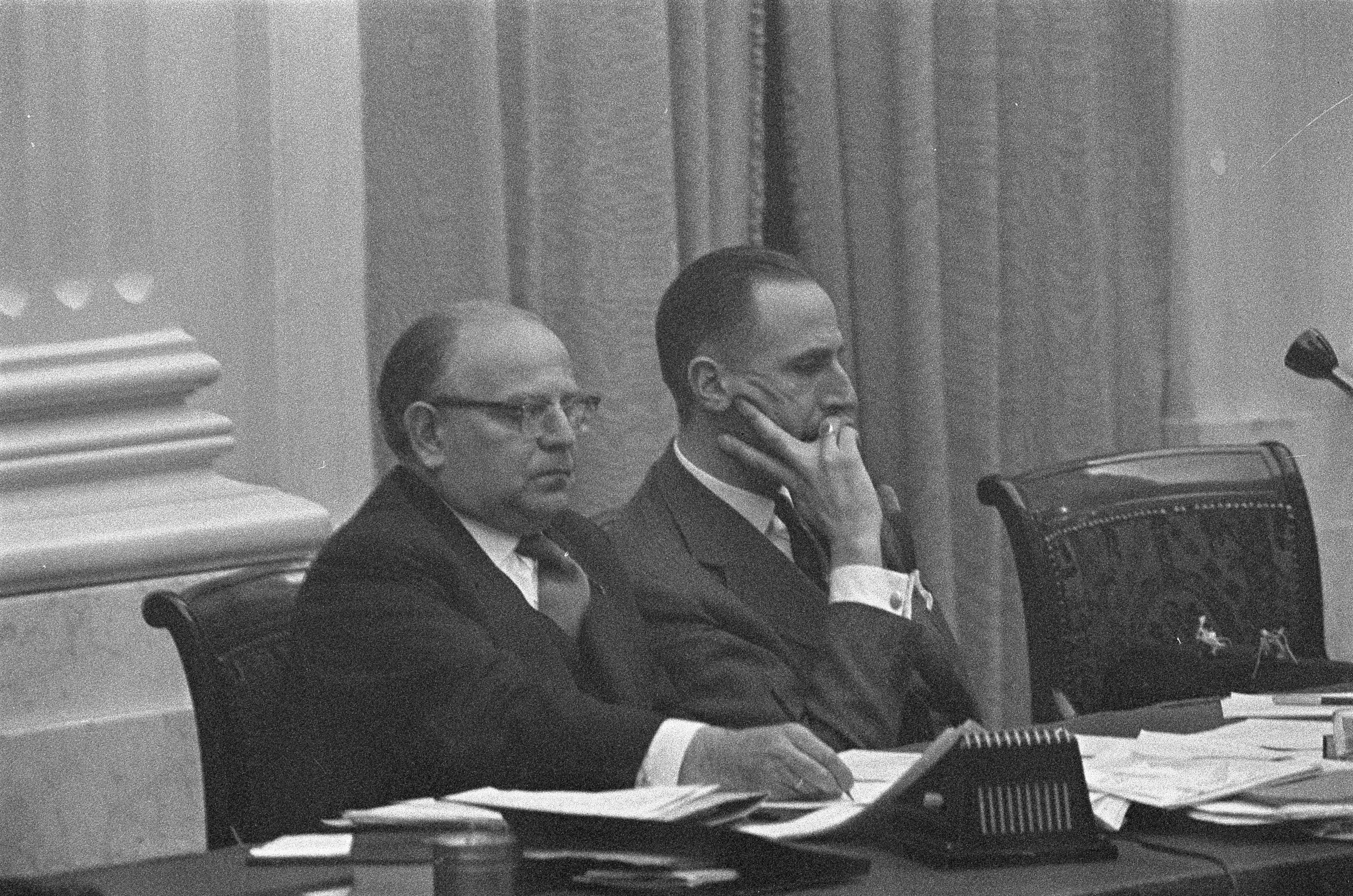
Henk Korthals als Verkehrsminister während einer Debatte der Zweiten Kammer der Generalstaaten am 16. Februar 1960

Am 19. Mai 1959 wurde Korthals von Ministerpräsident Jan de Quay zum Vize-Ministerpräsidenten (Viceminister-President) und Minister für Verkehr und Wasserwirtschaft (Minister van Verkeer en Waterstaat) und bekleidete diese Ämter bis zum 24. Juli 1963. Er setzte sich in der Zeit des Wirtschaftswachstums für eine Stärkung des Straßenbaus ein. Daneben bekleidete er zwischen dem 19. Mai und dem 1. September 1959 kommissarisch das Amt als Minister für Überseeangelegenheiten (Minister van Zaken Overzee ad Interim) und leitete insoweit die Abwicklung des am 18. August 1959 aufgelösten Ministeriums. Danach war er vom 1. September 1959 bis zum 24. Juli 1963 als Minister mit der Koordinierung der Angelegenheiten von Surinam und den Niederländischen Antillen beauftragt.
Nach seinem Ausscheiden aus der Regierung wurde er am 27. Juli 1963 auch zum Kommandeur des Orden von Oranien-Nassau ernannt. 1963 galt Korthals als möglicher Nachfolger von Pieter Oud als Vorsitzender der VVD, verzichtete aber auf eine Kandidatur um einen Streit mit Harm van Riel zu vermeiden. Er gehörte zum progressiven Flügel seiner Partei und bemühte sich um einen parteiinternen Konsens. Letztlich wurde aber Edzo Toxopeus zum Nachfolger Ouds als Politischer Führer (Politiek Leider) der VVD gewählt.
Durch einen Königlichen Beschluss vom 5. März 1964 wurde Korthals zum Mitglied des Staatsrates (Raad van State) und gehörte diesem Verfassungsorgan zur Beratung der Regierung zwischen dem 1. April 1964 und seinem Tod am 3. November 1976 an.
Aus seiner am 7. Mai 1940 in Leiden geschlossenen Ehe mit Marie Cécile „Mieke“ Hamming gingen zwei Töchter und zwei Söhne hervor, darunter Albertus Hendrikus „Benk“ Korthals, der ebenfalls Mitglied der Zweiten Kammer, Justiz- und Verteidigungsminister war.